# Baeolophus
Baeolophus – rodzaj ptaków z rodziny sikor (Paridae).

## Zasięg występowania
Rodzaj obejmuje gatunki występujące w Ameryce Północnej.

## Morfologia
Długość ciała 11,5–16 cm, masa ciała 8,8–26,1 g.

## Systematyka
Rodzaj zdefiniował w 1851 roku niemiecki ornitolog Jean Cabanis w publikacji swojego autorstwa o tytule Museum Heineanum. Jako gatunek typowy wyznaczył sikorę dwubarwną (B. bicolor).

### Etymologia
Baeolophus (Bacolophus, Baelophus): gr. βαιος baios ‘mały’; λοφος lophos ‘czub’.

### Podział systematyczny
Do rodzaju należą następujące gatunki:
- Baeolophus wollweberi (Bonaparte, 1850) – sikora cuglowa
- Baeolophus bicolor (Linnaeus, 1766) – sikora dwubarwna
- Baeolophus atricristatus (Cassin, 1850) – sikora teksaska
- Baeolophus ridgwayi (Richmond, 1902) – sikora mysia
- Baeolophus inornatus (Gambel, 1845) – sikora kalifornijska